# Ramsès Younane
Ramsès Younane, né en 1913 à Minieh (Égypte) et mort en 1966 au Caire, est un peintre et écrivain égyptien.

## Biographie

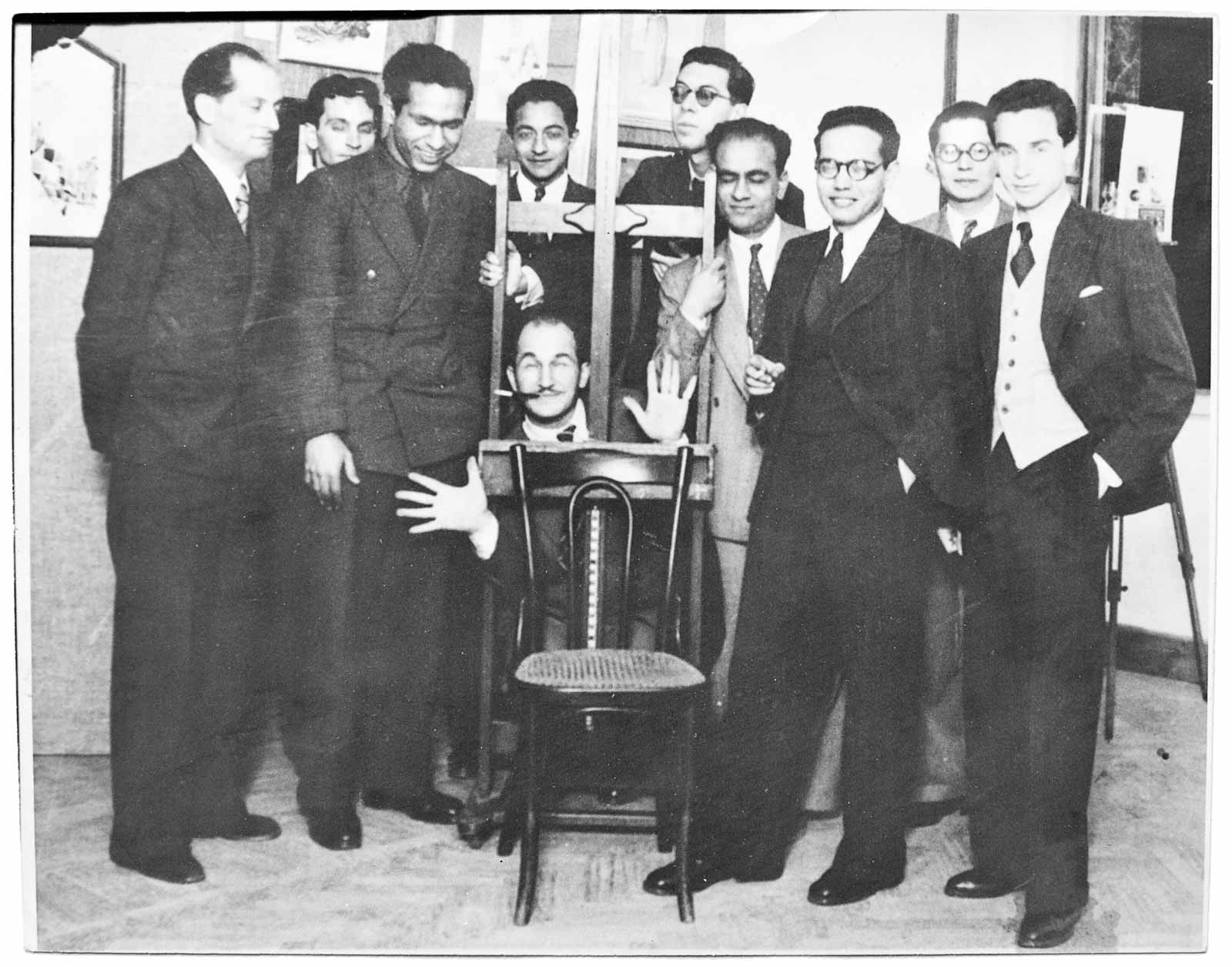
Membres du groupe Art et Liberté, 1941. De gauche à droite, devant : Jean Moscatelli, Kamel el-Telmissany, Angelo de Riz, Ramsès Younane, Fouad Kamel; derrière : Albert Cossery, inconnu, Georges Henein, Maurice Fahmy, Raoul Curiel.

En 1939, avec le poète Georges Henein (1914-1973) et Ikbal El Alaily, Ramsès Younane fonde le groupe surréaliste égyptien réuni autour de la revue La Part du sable. Il est également membre de l'association trotskiste « Art et Liberté ».
De 1943 à 1945, il est le rédacteur de la revue El Magalla El Guedida, dont le ton est hostile à la fois au colonialisme anglais, à Hitler et à Staline. Il y publie des traductions en arabe d'Albert Camus, Franz Kafka et Arthur Rimbaud.
En 1947, Ramsès Younane est à Paris. Il participe aux expositions surréalistes de Paris et de Prague et contresigne le pamphlet Rupture inaugurale.
En 1948, la galerie du Dragon présente sa première exposition personnelle. À cette occasion, un dialogue avec Henein, sur l'automatisme est publié sous le titre Notes sur une ascèse hystérique.
Ramsès Younane retourne au Caire en 1956 et, jusqu'à sa mort, « se refusera à souscrire au conformisme ambiant, malgré pressions et vexations. »

## Citation
« Je tiens à ma folie sans le moindre espoir de conquérir le monde ni de détruire le vide. Je ne veux pas de "camarades", mais des complices dans un même crime : percer le vide, violer le vide. », 1947.

## Écrits
- « Ghayat al-rassam al-asri (Le Dessein du peintre contemporain) », essai sur le peintre Amédée Ozenfant, éd. Gamaat Habib, 1938[5]
- « Notes sur une ascèse hystérique », dialogue avec Georges Henein, Le Caire, 1948, feuillet au format 270 × 738 cm replié en 4 volets dont un illustré.
- « La Quatrième dimension vaut la première : œuvres incomplètes », La Nouvelle part du sable, 2002.